# Sovjetunionens ishockeylandshold (herrer)
Sovjetunionens ishockeylandshold var det nationale ishockeylandshold i Sovjetunionen, og deltog i internationale turneringer fra 1951 og frem til nationens opløsning ved udgangen af 1991. Holdet var i sine 40 år på den internationale scene verdens ubetinget stærkeste landshold, og sikrede sig i perioden syv OL- og 19 VM-titler. Holdet vandt medaljer i hver eneste slutrunde det deltog i nogensinde.
Efter Sovjetunionens sammenbrud blev holdet erstattet af landshold i de forskellige nyopståede nationer, hvoraf frem for alt Rusland, men også Hviderusland og Letland, siden har opnået gode resultater. 

## Resultater

### OL
- 1956 – Guld
- 1960 – Bronze
- 1964 – Guld
- 1968 – Guld
- 1972 – Guld
- 1976 – Guld
- 1980 – Sølv
- 1984 – Guld
- 1988 – Guld

### VM
| - 1954 - Guld - 1955 - Sølv - 1957 - Sølv - 1958 - Sølv - 1959 - Sølv - 1961 - Bronze - 1962 - Deltog ikke - 1963 - Guld - 1965 - Guld - 1966 - Guld - 1967 - Guld - 1969 - Guld - 1970 - Guld - 1971 - Guld - 1972 - Sølv - 1973 - Guld | - 1974 - Guld - 1975 - Guld - 1976 - Sølv - 1977 - Bronze - 1978 - Guld - 1979 - Guld - 1981 - Guld - 1982 - Guld - 1983 - Guld - 1985 - Bronze - 1986 - Guld - 1987 - Sølv - 1989 - Guld - 1990 - Guld - 1991 - Bronze |

## Kendte spillere
- Helmuts Balderis
- Valerij Charlamov
- Vjatjeslav Fetisov
- Aleksej Kasatonov
- Vladimir Krutov
- Igor Larionov
- Sergej Makarov
- Boris Michajlov
- Vladimir Petrov
- Vladislav Tretjak
- Aleksandr Maltsev
- Aleksandr Jakusjev
- Aleksandr Gusev
- Valerij Vasiljev
- Aleksandr Ragulin